# Кохамбана (Грама Ніладхарі)
Грама Ніладхарі Кохамбана (№ W/102) — Грама Ніладхарі підрозділу ОС Ухана, округ Ампара, Східна провінція, Шрі-Ланка.

## Демографія
| Населення (2007) | Населення (2007) | Населення (2007) | Населення (2007) | Населення (2007) |
| Населення        | Чоловіки         | Жінки            | Діти             | Дорослі          |
| ---------------- | ---------------- | ---------------- | ---------------- | ---------------- |
| 522              | 251              | 271              | 178              | 344              |